# Polesine Parmense
Polesine Parmense là một đô thị ở tỉnh Parma ở vùng Emilia-Romagna, tọa lạc cách khoảng 120 km về phía tây bắc của Bologna và khoảng 30 km về phía tây bắc của Parma. Đến thời điểm ngày 31 tháng 12 năm 2004, đô thị này có dân số1.476 và diện tích là25.0 km².
Đô thị Polesine Parmense bao gồm các frazioni (đơn vị trực thuộc, làng) Ardella, Ardola, La Motta, Ongina, Santa Croce, and Vidalenzo.
Polesine Parmense tiếp giáp các đô thị sau đây: Busseto, Stagno Lombardo, Villanova sull'Arda, Zibello.